# Tizón (hongo)

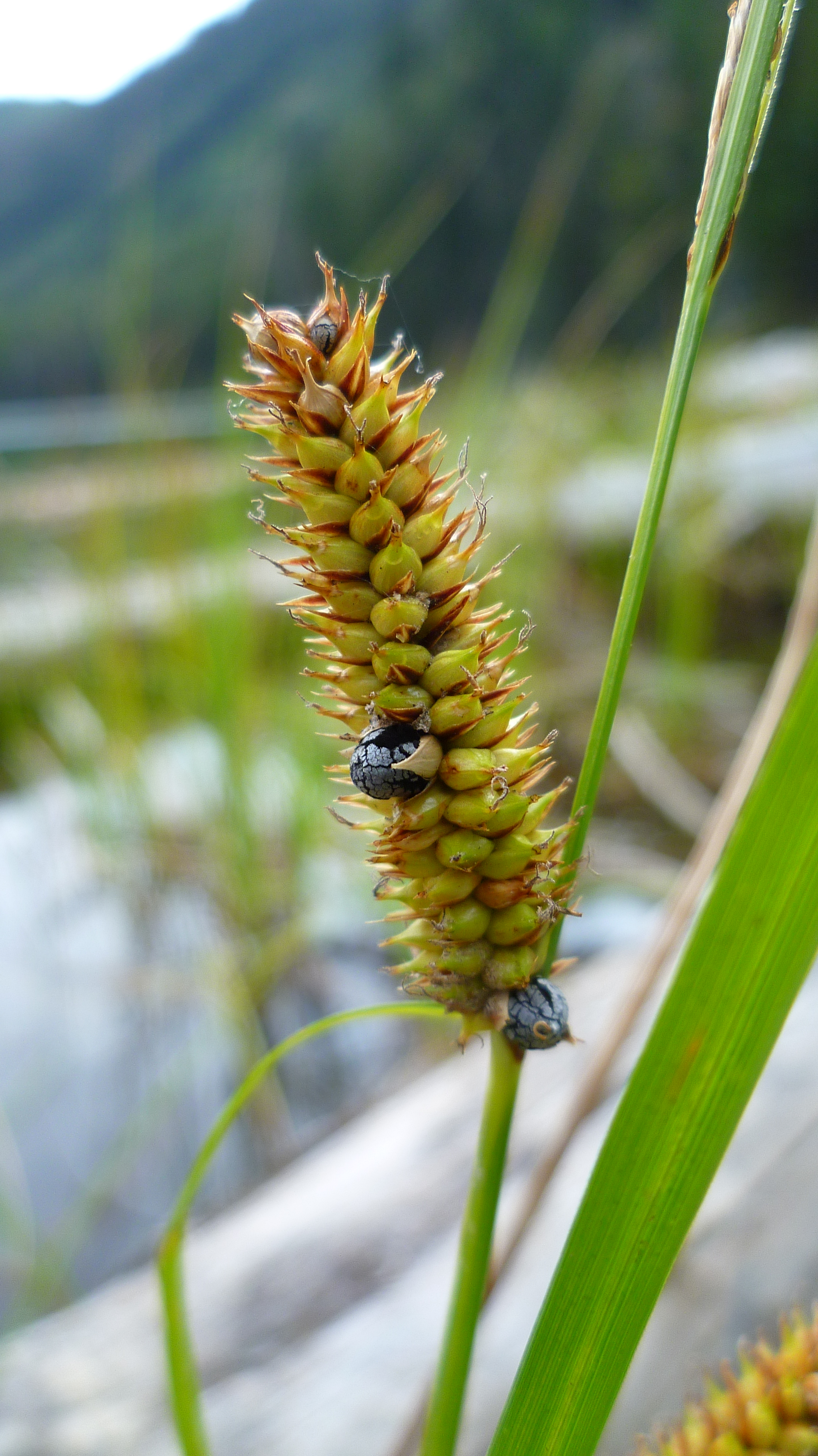
Carex utriculata con hongos de tizón afectando las semillas.

Los tizones son hongos multicelulares que se caracterizan por la gran cantidad de teliosporas que poseen. Su denominación hace referencia a la suciedad a causa de los teliosporos de paredes gruesas que asemejan polvo oscuro. Son mayormente Ustilaginomycetes (taxón Basidiomycota) y pueden causar enfermedades a las plantas. Los tizones se agrupan junto con los otros basidiomycetes a causa de su aspectos comunes en lo que respecta a reproducción sexual.
Los tizones son patógenos de los cereales y granos que afectan a miembros de la familia de los pastos (Poaceae) y espadañas (Cyperaceae). Desde un punto de vista econóomico algunos hospedadores relevantes son maíz, cebada, trigo, avena, caña de azúcar, y pastos para forraje. Eventualmente secuestran los sistemas reproductivos de las plantas, formando agallas que se oscurecen y revientan, liberando teliosporas que infectan a otras plantas en las proximidades. Antes de que suceda una infección, los tizones deben realizar un apareamiento exitoso para formar hifas dikarioticas (dos células haploides se fusionan para formar un dicarión).

## Tizón de la caña de azúcar
El tizón de la caña de azúcar o Ustilago scitaminea Sydow  es causado por el hongo Sporisorium scitamineum; antiguamente el tizón era denominado Ustilago scitaminea. El 'látigo'  del tizon es una estructura curvada negra que emerge de leaf whorl, y que ayuda a diseminar la enfermedad. El tizón de la caña de azúcar causa pérdidas económicas significativas a la coisecha de caña de azúcar. Recientemente se ha encontrado al tizón de la caña de azúcar en las zonas del este de Australia, una de las principales zonas productoras de azúcar del mundo.
Para que el cultivo de caña de azúcar sea infectado por la enfermedad, se necesitan grandes concentraciones de esporas. El hongo usa su "látigo de tizón" para asegurarse de que la enfermedad se propague a otras plantas, lo que generalmente ocurre durante un período de tres meses. A medida que se esparce el inóculo, los brotes más jóvenes de caña de azúcar que recién salen del suelo serán los más susceptibles. Debido a que el agua es necesaria para la germinación de las esporas, se ha demostrado que el riego es un factor de propagación de la enfermedad. Por lo tanto, se deben tomar precauciones especiales durante el riego para evitar la propagación del tizón.
Otra forma de prevenir que la enfermedad ocurra en la caña de azúcar es usar fungicida. Esto se puede hacer remojándo los brotes antes de plantar o rociando después de plantar con el fungicida específico. Se ha demostrado que el remojo antes de la plantación da los mejores resultados en la prevención de la enfermedad, pero la fumigación posterior a la planta es una opción práctica para cultivos grandes de caña de azúcar.

## Tizón del maíz
El tizón del maíz (Ustilago maydis) infecta al maíz convirtiendo los granos de sus mazorcas en tejidos polvorientos negros y es considerado una exquisitez en México, donde ha sido consumido históricamente por el pueblo mexica. En la actualidad al tizón del maíz se le conoce en México como huitlacoche, palabra con origen en el término prehispánico cuitlacoche, y se comercializa en los mercados de ese país, mientras que en otras partes del mundo, incluido Estados Unidos, es rechazado como ingrediente de platillos. La cantidad de proteína en el tizón de maíz es mayor a la existente en el grano y al contenido en las avenas y paja de trébol.
El huitlacoche es utilizado en algunas recetas de sopas, guisos, salsas para acompañar carnes y crepes.